# Dichroa parviflora
Dichroa parviflora är en hortensiaväxtart som beskrevs av Schlechter. Dichroa parviflora ingår i släktet Dichroa och familjen hortensiaväxter. Inga underarter finns listade i Catalogue of Life.